# X 73500
Х 73500 — французский современный дизель-поезд. Производился немецкой компанией Alstom DDF в 1999—2004 году. Всего было построено 318 составов, которые эксплуатируются во всей континентальной Франции. По состоянию на 12 июля 2011 в эксплуатации находятся все произведённые поезда.
Основной особенностью поезда является расположение кабины машиниста по обеим сторонам вагона. Обычно курсируют составом по 1-3 вагона.
В 2001—2004 году выпускалась его модификация — X 73900.
В Германии эксплуатируется немецкий аналог Х 73500 — VT 641.